# بروم، نروژ
بروم (به لاتین: Bærum) یک شهرستان نروژ در نروژ است که در آکرشوس واقع شده‌است.

## خصوصیات
بروم ۱۹۲ کیلومترمربع مساحت و ۱۱۳٬۶۵۹ نفر جمعیت دارد.

## خواهرخوانده
شهرهای هافنارفیورذور و هامینلینا خواهرخوانده‌های بروم، نروژ هستند.

## نگارخانه

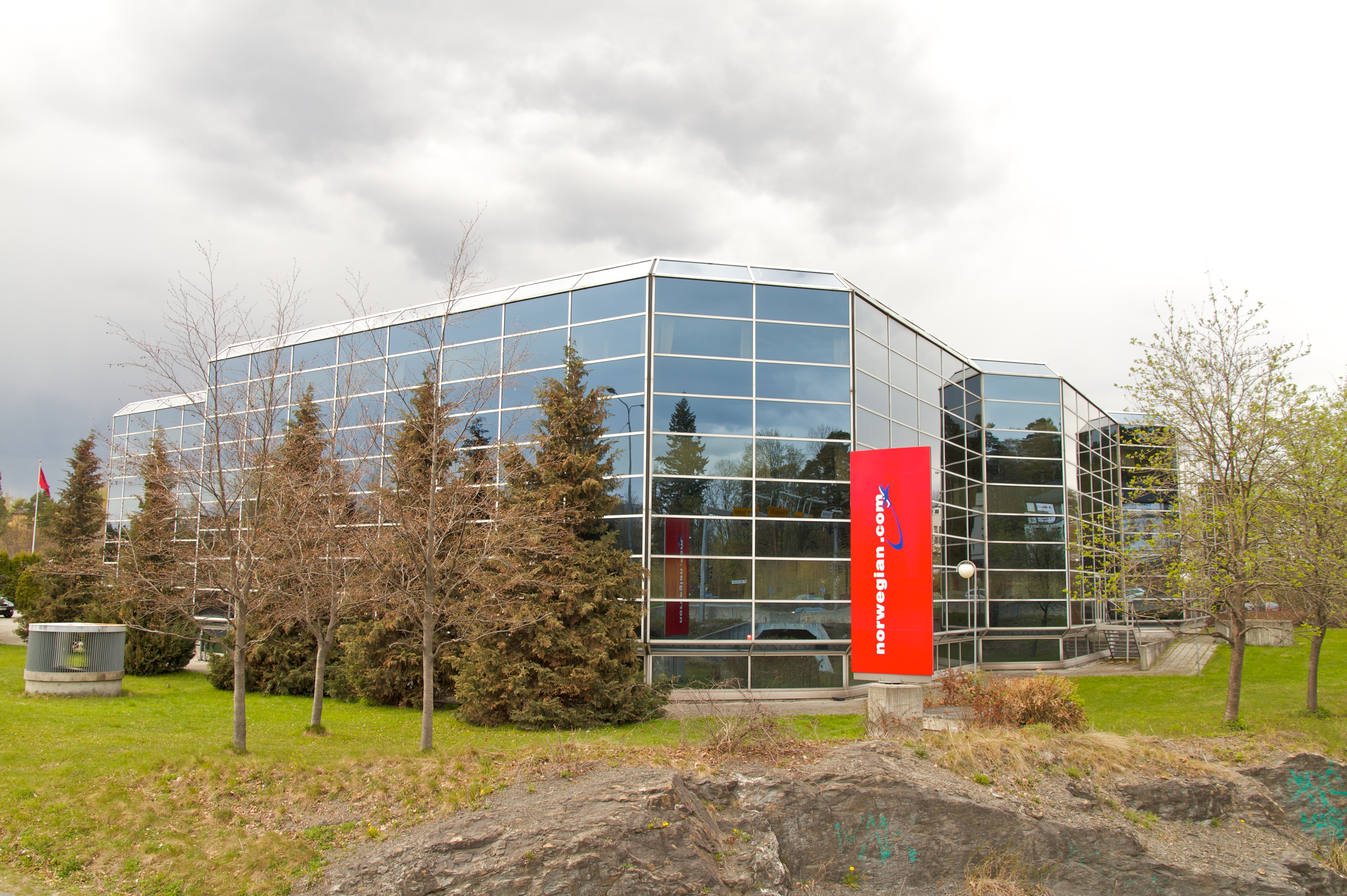
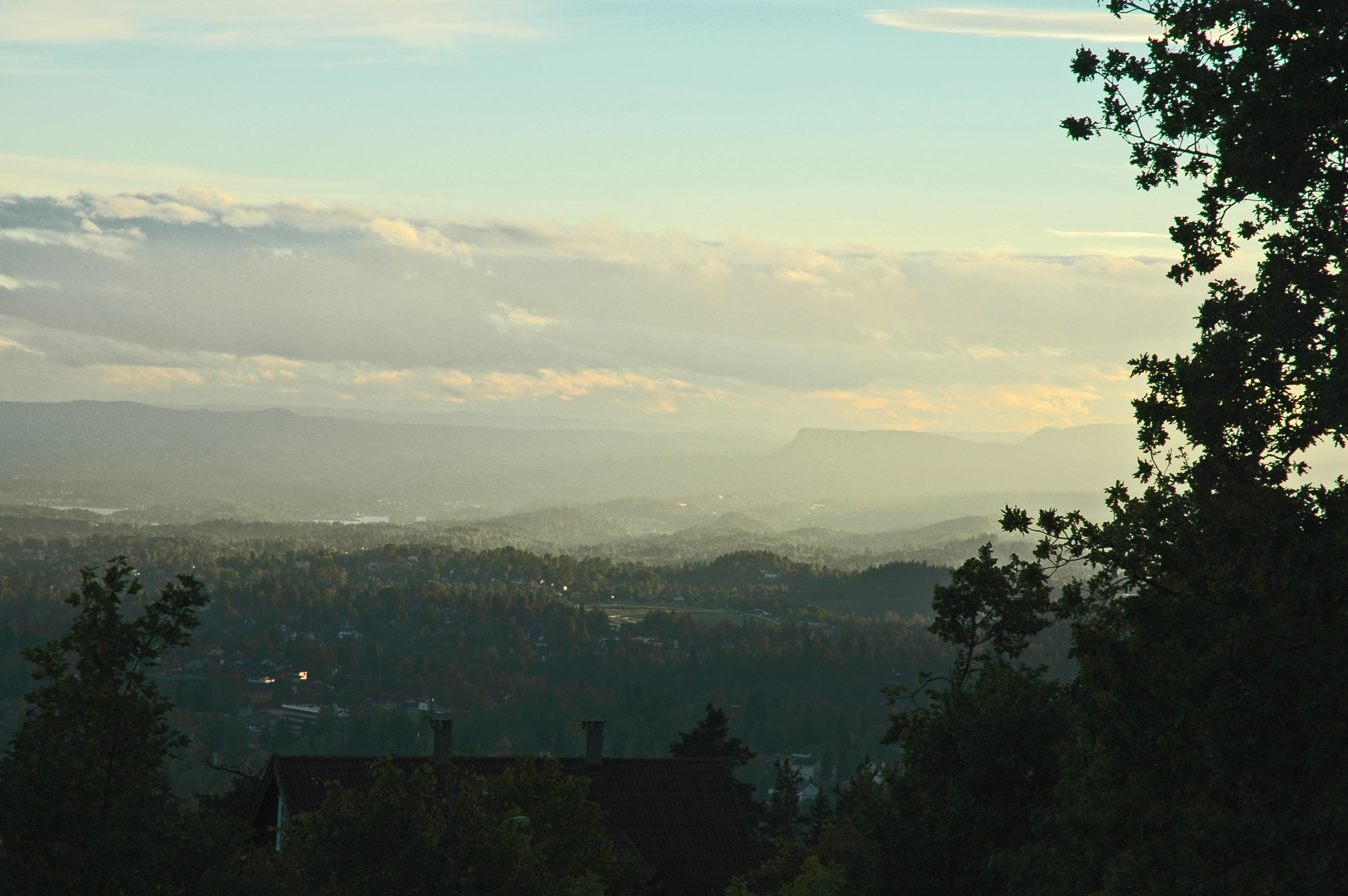
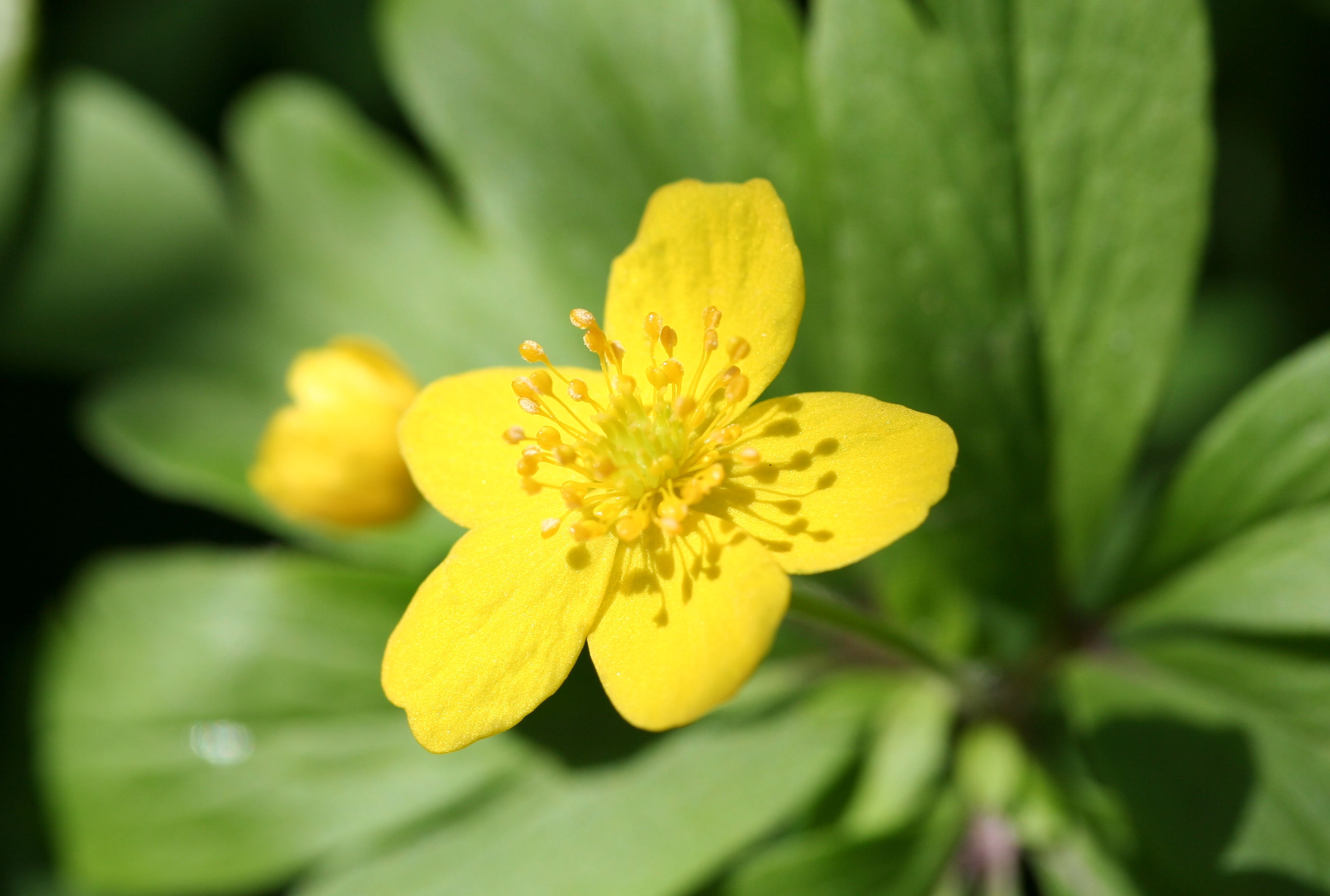
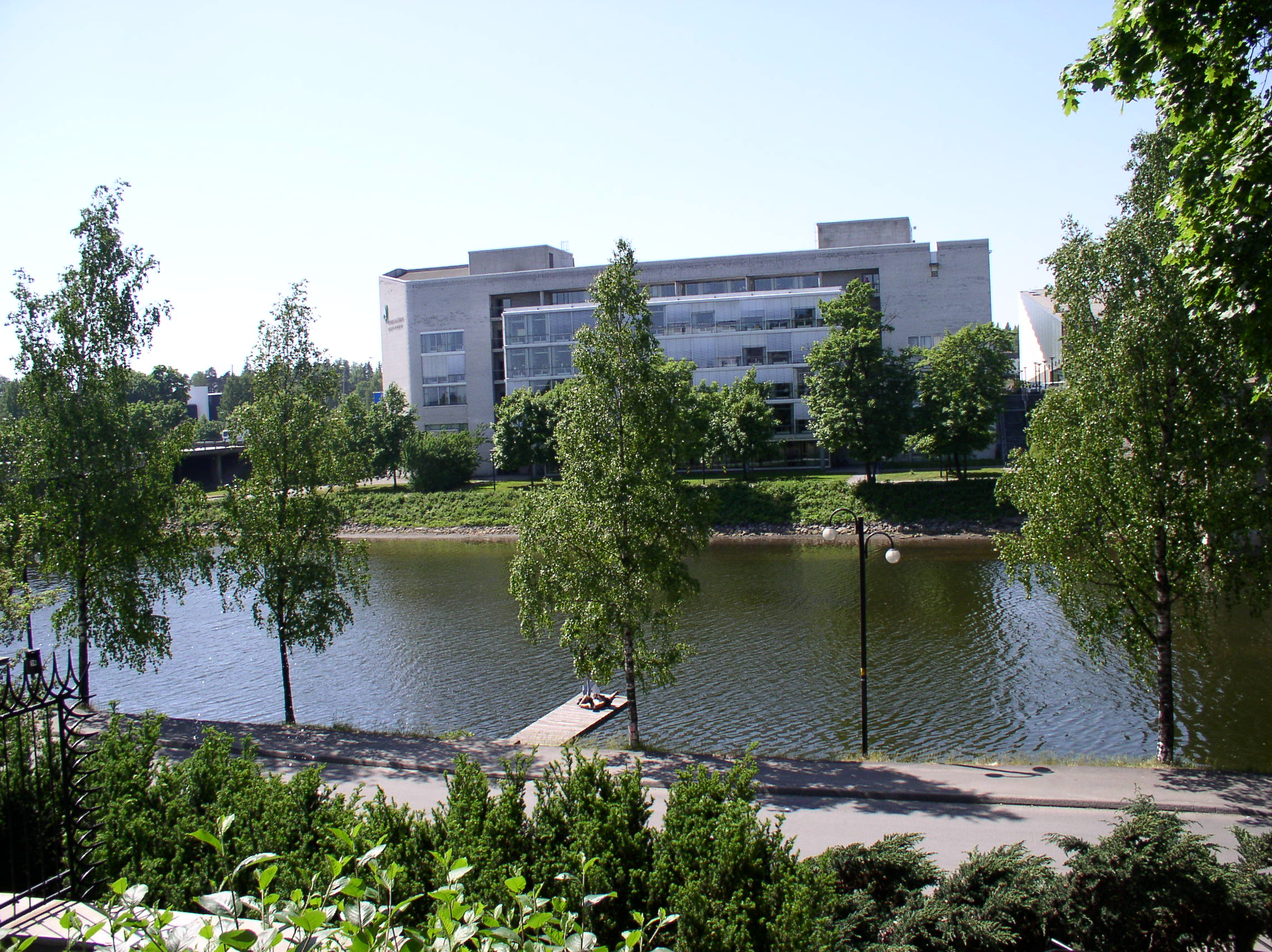
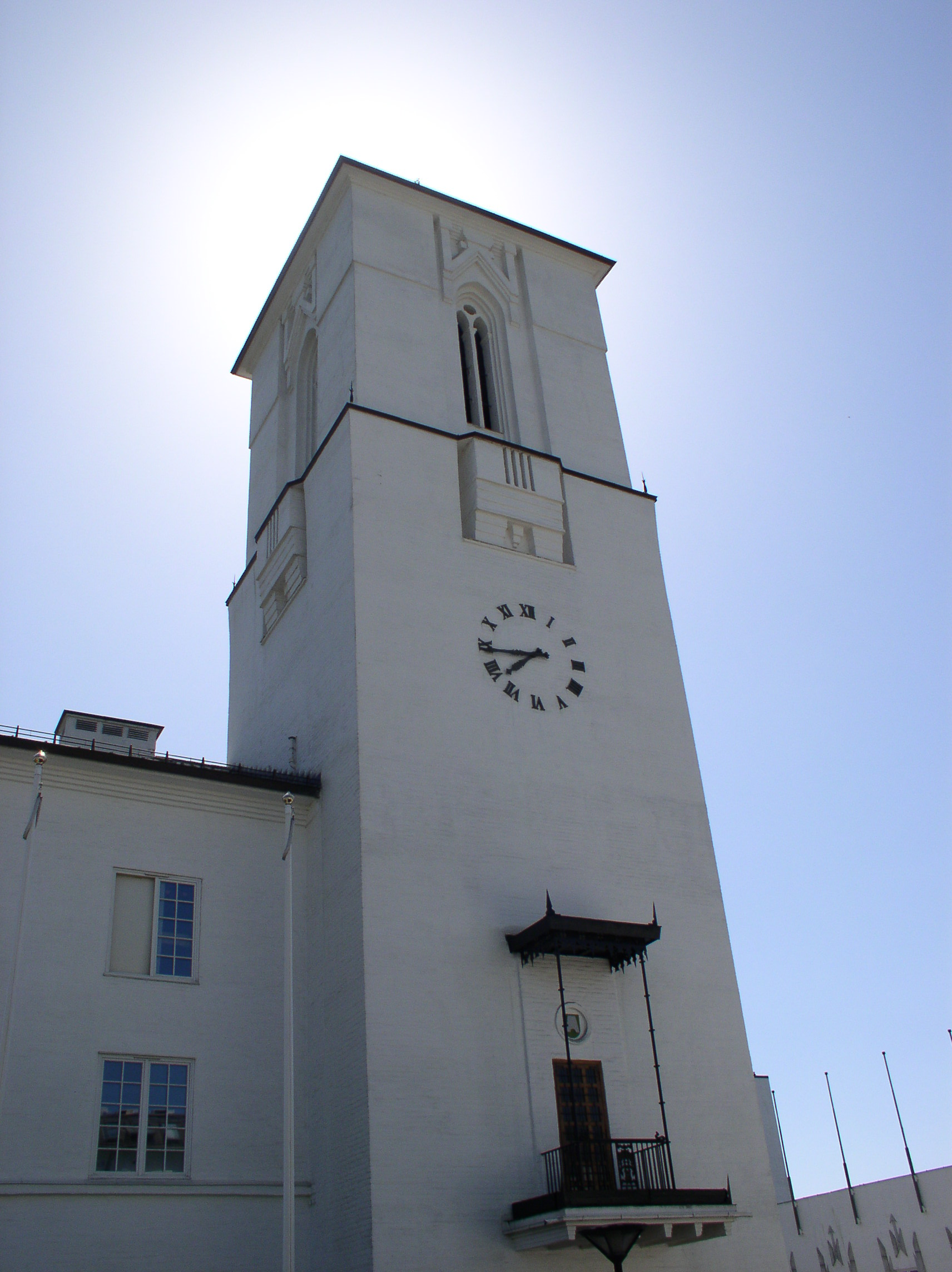
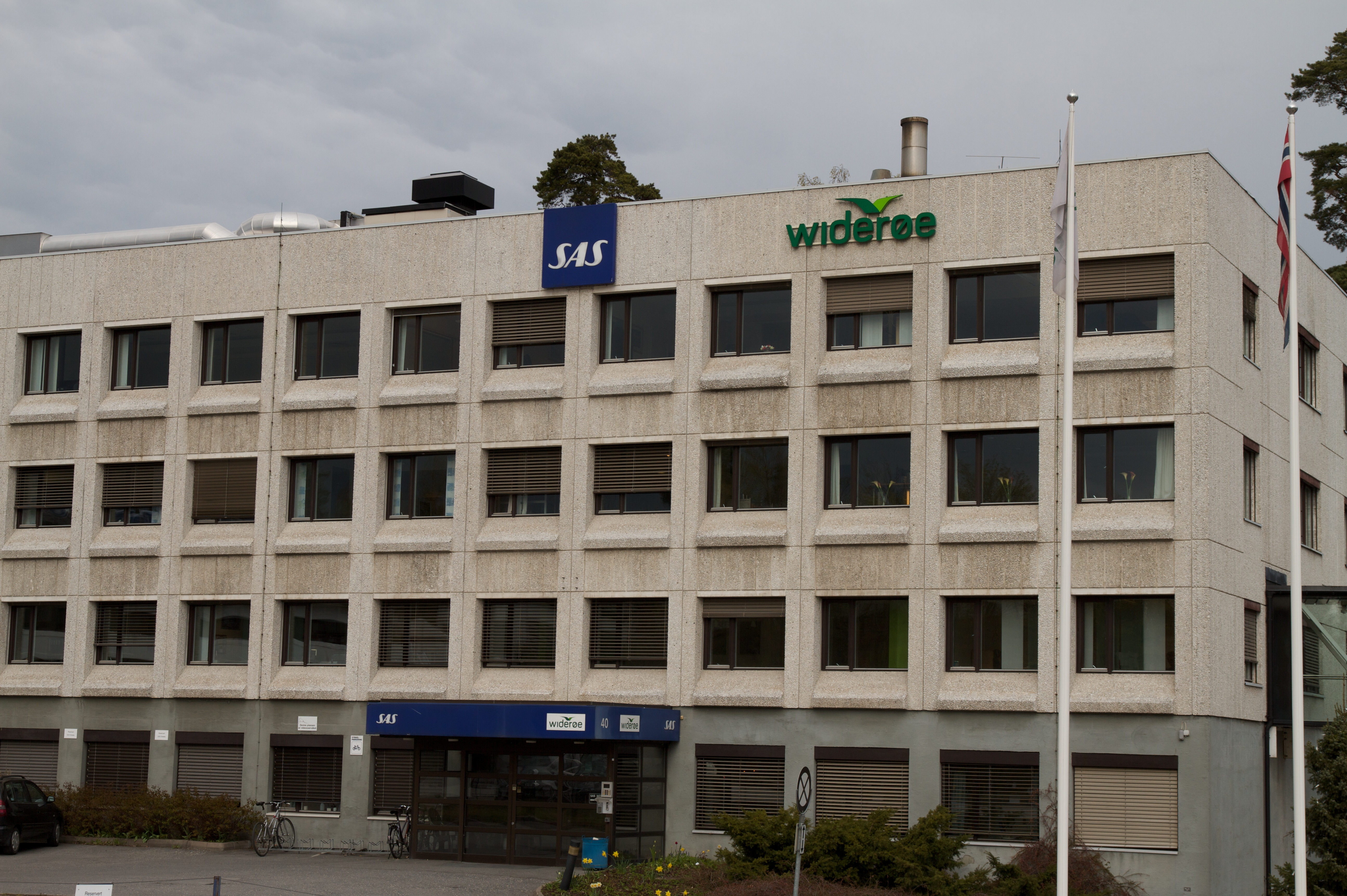